# Eremiascincus butlerorum
Eremiascincus butlerorum — вид сцинкоподібних ящірок родини сцинкових (Scincidae). Ендемік Індонезії. Вид названий на честь американського герпетолога Гаррі Батлера.

## Поширення і екологія
Eremiascincus butlerorum є ендеміками острова Сумба в групі Малих Зондських островів. Вони живуть в сухих тропічних лісах та в садах.

## Збереження
МСОП класифікує цей вид як такий, що перебуває під загрозою зникнення. Eremiascincus butlerorum загрожує знищення природного середовища.